# Briansk
Briansk (russo:  Брянск; IPA: [brʲansk]) é uma cidade da Rússia, capital da província (óblast) de mesmo nome. Possui 415.471 habitantes.

## Esporte
A cidade de Briansk é a sede do Estádio Dínamo e do FC Dínamo Briansk, que participa do Campeonato Russo de Futebol. . Outro clube é o FC Spartak-Peresvet Briansk.

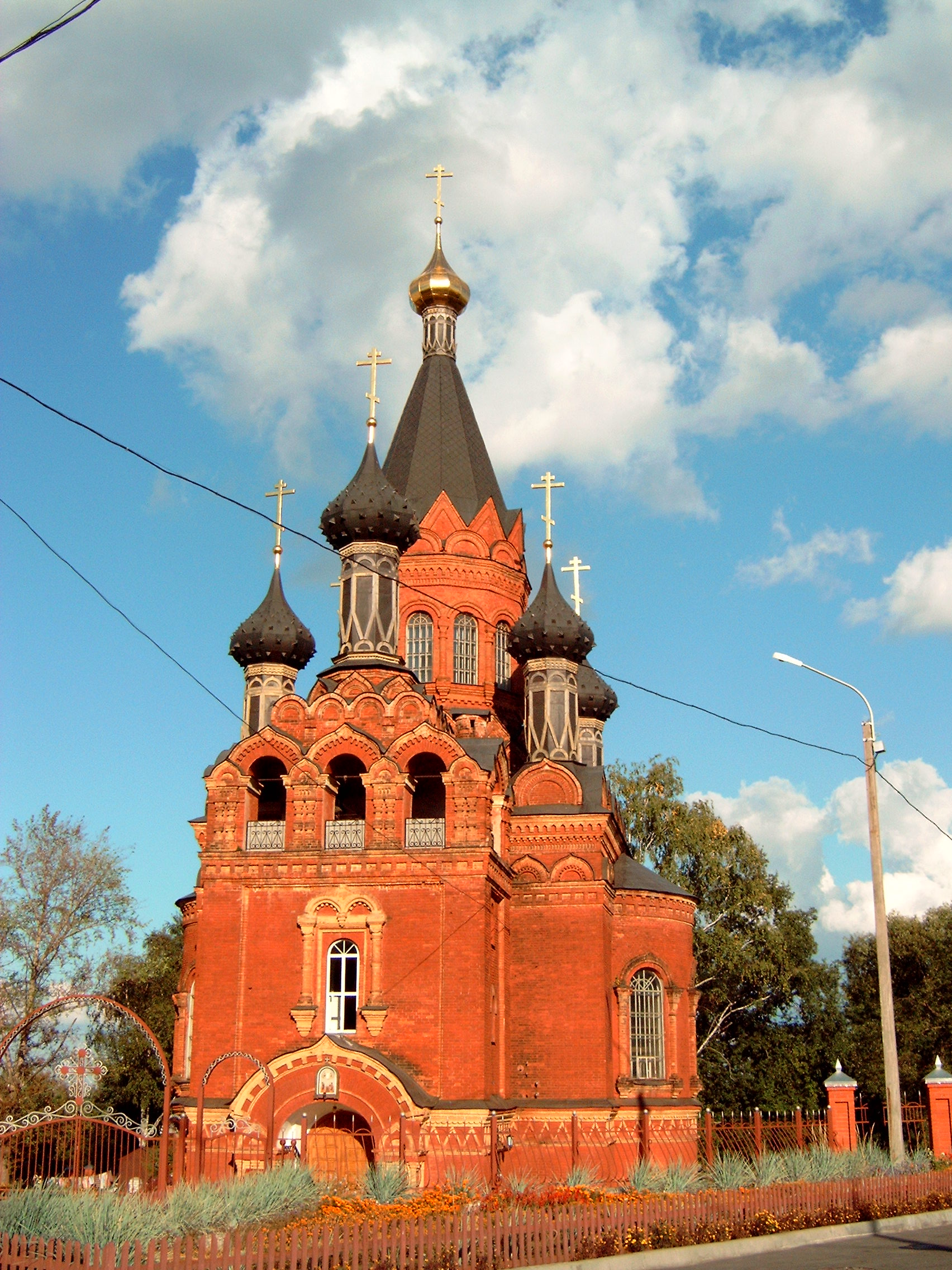
Igreja da cidade em 2005